# 长距无冠紫堇
长距无冠紫堇（学名：[Corydalis ecristata sp. longicalcarata] 错误：{{Lang}}：文本有斜体标记（帮助））为罂粟科紫堇属下的一个亚种。

## 扩展阅读
- 維基物種上的相關：长距无冠紫堇